# نيكولاي يوهانسن
نيكولاي يوهانسن (بالدنماركية: Nicolai Johansen)‏ هو لاعب كرة قدم دنماركي في مركز الدفاع، ولد في 29 أكتوبر 1991 في الدنمارك في مملكة الدنمارك. شارك مع منتخب الدنمارك لكرة القدم.

## وصلات خارجية
- نيكولاي يوهانسن على موقع الاتحاد الأوربي (الإنجليزية)
- نيكولاي يوهانسن على موقع قاعدة بيانات كرة القدم.إي يو (الإنجليزية)
- نيكولاي يوهانسن على موقع ناشيونال فوتبول تيمز (الإنجليزية)
- نيكولاي يوهانسن على موقع Soccerway.com (الإنجليزية)
- نيكولاي يوهانسن على موقع عالم كرة القدم.نت (الإنجليزية)
- نيكولاي يوهانسن على موقع GSA (الإنجليزية)